# Bodiluddelingen 2000
Bodiluddelingen 2000 blev afholdt i 2000 i Imperial i København og markerede den 53. gang at Bodilprisen blev uddelt.
Susanne Biers romantiske komedie Den eneste ene blev uddelingens store vinder, da den vandt tre priser; for bedste danske film, bedste kvindelige hovedrolle til Sidse Babett Knudsen og bedste kvindelige birolle til Paprika Steen. Dette blev Biers første Bodil, og hun var samtidig den første kvindelige instruktør til at modtage prisen i 13 år, da prisen sidst gik til en kvinde i 1987, hvor Helle Ryslinge modtog den for Flamberede hjerter.

## Vindere
| Bedste mandlige hovedrolle | Bedste kvindelige hovedrolle                                                                                           |
| --- | --- |
| - Henrik Lykkegaard for Bornholms stemme - Anders W. Berthelsen for Mifunes sidste sang - Niels Olsen for Den eneste ene                                                                               | - Sidse Babett Knudsen for Den eneste ene - Iben Hjejle for Mifunes sidste sang - Sofie Stougaard for Bornholms stemme |
| Bedste mandlige birolle | Bedste kvindelige birolle                                                                                              |
| - Jesper Asholt for Mifunes sidste sang - Lars Kaalund for Den eneste ene - Søren Hauch-Fausbøll for Bornholms stemme                                                                                  | - Paprika Steen for Den eneste ene - Rikke Louise Andersson for Bleeder - Sofie Gråbøl for Den eneste ene              |
| Bedste danske film | Bedste ikke-europæiske film                                                                                            |
| - Den eneste ene af Susanne Bier - Bleeder af Nicolas Winding Refn - Bornholms stemme af Lotte Svendsen - Magnetisørens femte vinter af Morten Henriksen - Mifunes sidste sang af Søren Kragh-Jacobsen | - The Straight Story af David Lynch                                                                                    |
| Bedste europæiske film | Bedste dokumentarfilm                                                                                                  |
| - Alt om min mor af Pedro Almodóvar | - ikke uddelt |

## Øvrige priser

### Æres-Bodil
- Marguerite Viby (skuespiller)